# Vernonia pandurata
Vernonia pandurata là một loài thực vật có hoa trong họ Cúc. Loài này được hort.vindob. ex Link miêu tả khoa học đầu tiên năm 1822.